# Marcel Broodthaers

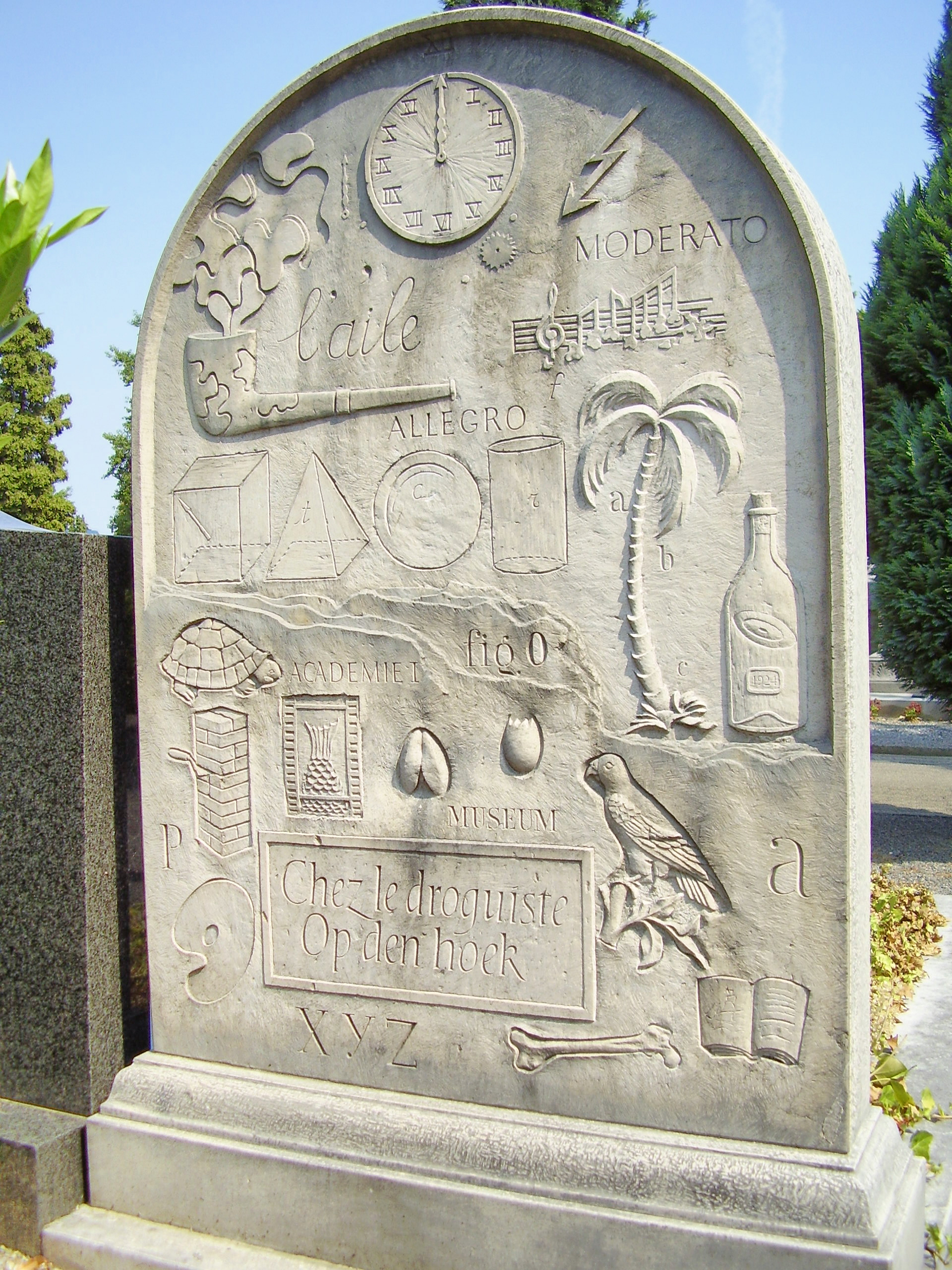
Tomba de Broodthaers al Cementiri d'Ixelles

Marcel Broodthaers (Brussel·les, 1924 – Colònia, 1976) fou un dels artistes cabdals del segle XX per la seva capacitat de reelaborar el llenguatge de l'art i fusionar les diverses disciplines artístiques. Ha estat un dels principals artistes del segle xx.

## Biografia
Després de deixar els estudis de química, el 1945, va editar el seu primer llibre de poemes. Durant els anys quaranta i cinquanta va treballar en la seva obra poètica i també com a periodista, i el 1957 va fer la seva primera pel·lícula. Des del 1964 va incorporar altres mitjans visuals, com ara la fotografia, el collage i la producció d'objectes i, a partir d'aleshores, va produir una extensa obra gràfica, fílmica i textual sempre molt connectada amb la poesia. Hereu del surrealisme de Duchamp i Magritte, va portar fins a les últimes conseqüències una profunda reflexió sobre l'art i el museu com a institució.
Amb una extensa obra gràfica, Broodthaers integra tota mena de materials (molts d'ells extrets de la naturalesa), construeix objectes paradoxals i fonamenta la seva creació en el llenguatge. Les seves obres es basen en la ironia, el jeroglífic i en l'ús de textos d'escriptors del segle xix (Baudelaire, Mallarmé, Dumas i La Fontaine) per ampliar-ne la crítica antiburgesa i antisocial. Autor i productor de més de cent projectes cinematogràfics, Broodthaers crea un nou gènere que fusiona cinema, imatge fixa, llenguatge i objectes. Les seves obres es troben en les col·leccions del MoMA de Nova York, de la Tate Modern de Londres, de l'Stedelijk Van Abbemuseum d'Eindhoven, del Centre Pompidou de París i del MACBA.

## Obra
El seu treball abasta l'escriptura, el cinema, la producció d'objectes i l'obra gràfica. Partint de l'anàlisi marxista i de les teories estructuralistes del llenguatge, tota la seva obra pivota entorn de la reflexió sobre l'art i el lloc del museu com a institució. Broodthaers integra errors i girs del llenguatge, autors clàssics de la literatura, objectes de la vida quotidiana i materials procedents de la natura amb una gran llibertat. El cinema ha tingut un paper central en la seva producció, que aplega més d'un centenar d'obres cinematogràfiques. Al MACBA es conserva una còpia de la seva obra Le Corbeau et le renard.

## Obres destacades
- Comment va la mémoire et La Fontaine ?. Collage/ dibuix/ material gràfic, 1973[3]
- M.B., 24 Images / Secondes., 1970[4]
- Vingt ans après. Collage/ dibuix/ material gràfic, 1969[5]
- Les Animaux de la ferme. Collage/ dibuix/ material gràfic, 1974[6]
- Un jardin d'hiver. Tècniques diverses, 1974[7]
- Académie II. Tridimensional, 1968[8]
- À Barbara, Souvenir de Düsseldorf M.B.. Tridimensional,[9]
- Projet pour un Poisson (Projet pour un film). Mèdia, 1970[10]
- La Pipe. Mèdia, 1969[11]
- Au delà de cette limite. Mèdia, 1972[12]
- M.T.L. (D.H.T.). Mèdia, 1970[13]
- Bruxelles. Mèdia,[14]
- Tour Eiffel. Mèdia, 1971[15]
- Chère petit Soeur (La Tempête). Mèdia, 1972[16]
- La Clef de l'Horloge (Un poème cinematographique en l'honneur de Kurt Schwitters). Mèdia, 1957[17]
- Figures of Wax (Jeremy Bentham). Mèdia, 1974[18]
- Mademoiselle. Mèdia, 1969[19]
- La Pluie (Projet pour un texte). Mèdia, 1969[20]
- Un film de Charles Baudelaire. Mèdia, 1969[21]
- Departement des Aigles. Mèdia,[22]
- Rendez - vous mit Jacques Offenbach. Mèdia, 1972[23]
- Écran fig.1, fig. 2, fig. O, fig. A. Tridimensional, 1968[24]
- M.B., 24 Images / Secondes., 1970[25]
- Musée - Museum. Collage/ dibuix/ material gràfic, 1972[26]
- Chère petite soeur. Collage/ dibuix/ material gràfic, 1972[27]
- Citron - Citroen (Réclame pour la Mer du Nord). Collage/ dibuix/ material gràfic, 1974[28]
- Les Animaux de la ferme. Collage/ dibuix/ material gràfic, 1974[29]
- Gedicht - Poem - Poème / Change - Exchange - Wechsel. Collage/ dibuix/ material gràfic, 1973[30]
- Museum - Museum. Collage/ dibuix/ material gràfic, 1972[31]
- À Barbara H., Souvenir de Düsseldorf/72 M.B.. Tridimensional, 1972[32]
- M.B. M.B. M.B.. Tridimensional,[33]
- Fig. 1, 21 octubre – 7 novembre, 1971 (Stadtisches Museum Mönchengladbach). Collage/ dibuix/ material gràfic, 1971[34]
- Das Recht. Collage/ dibuix/ material gràfic, 1972[35]
- Je hais le mouvement qui déplace les lignes de Charles Baudelaire. Collage/ dibuix/ material gràfic, 1973[36]
- Jeter du poisson sur le marché de Cologne. Collage/ dibuix/ material gràfic, 1973[37]
- Plan vert. La porte est ouverte. Collage/ dibuix/ material gràfic, 1972[38]
- MF Manufrance. Collage/ dibuix/ material gràfic, 1973[39]
- Le Manuscrit trouvé dans une Bouteille. Tridimensional, 1974[40]
- Magie. Art et politique. Collage/ dibuix/ material gràfic, 1973[41]
- Eine Reise auf der Nordsee. Collage/ dibuix/ material gràfic, 1973[42]
- Un jardin d'hiver. Collage/ dibuix/ material gràfic, 1974[43]
- Un coup de dés jamais n'abolira le hasard. Collage/ dibuix/ material gràfic, 1969[44]
- Pauvre Belgique de Charles Baudelaire. Collage/ dibuix/ material gràfic, 1974[45]
- Pissarra màgica (text il·legible). Tridimensional, s.d.[46]
- Pissarra màgica (text il·legible). Tridimensional, s.d.[47]
- Le Corbeau et le Renard. Mèdia, 1967[48]
- Material de rodatge de "Mademoiselle". Collage/ dibuix/ material gràfic, ca. 1969[49]
- Material de rodatge de "Chère Petit Soeur". Collage/ dibuix/ material gràfic, 1972[50]
- Material de rodatge de "Mauretania". Collage/ dibuix/ material gràfic, 1972[51]
- Material de rodatge "La Chasse". Collage/ dibuix/ material gràfic,[52]